# Rivellia otroeda
Rivellia otroeda är en tvåvingeart som först beskrevs av Walker 1849.  Rivellia otroeda ingår i släktet Rivellia och familjen bredmunsflugor. Inga underarter finns listade i Catalogue of Life.